# Alsóterény
Alsóterény (szlovákul: Dolné Terany) Terény településrésze, korábban önálló falu Szlovákiában, a Besztercebányai kerületben, a Korponai járásban.

## Fekvése
Korponától 24 km-re délnyugatra fekszik.

## Története
Terényt 1298-ban említik először okiratban. A 15. században már áll gótikus temploma. Egy időben Felsőterénnyel együtt Hársasterények is nevezték. A 17. századtól a Berényi és a Lipthay család birtoka, majd később a Podhorszkyaké. A falu magyar lakossága a 18. századtól fogva fokozatosan elszlovákosodott. 1851-ben 6 katolikus és 180 evangélikus lakta.
1910-ben 211, túlnyomórészt szlovák lakosa volt. A trianoni békeszerződésig Hont vármegye Ipolysági járásához tartozott.

## Nevezetességei
- Evangélikus temploma 1811-ben épült a korábbi templom helyén.